# Giorgi Bezhanishvili
Giorgi Bezhanishvili (georgisch გიორგი ბეჟანიშვილი, Giorgi Beschanischwili; * 16. November 1998 in Rustawi) ist ein österreichisch-georgischer Basketballspieler.

## Laufbahn
Bezhanishvili kam 2012 von Georgien nach Österreich, als er und sein Bruder von der Mutter, die bereits zehn Jahre vorher nach Wien gezogen war, nachgeholt wurden. Er spielte Basketball in der Jugend des Wiener Vereins Basket Flames und gab während der Saison 2014/15 seinen Einstand in der Herrenmannschaft in der zweiten Bundesliga. 2016 wechselte er zum BK Klosterneuburg, spielte in der Bundesliga und wurde durch den Klosterneuburger Standort des Basketball-Bundesjugend-Leistungszentrumes gefördert. Ebenfalls 2016 nahm er die österreichische Staatsbürgerschaft an.
Zur Saison 2017/18 erhielt er ein Stipendium für „The Patrick School“ in Hillside im US-Bundesstaat New Jersey. Für die Schulmannschaft erzielte er im Laufe des Spieljahres 2017/18 im Durchschnitt acht Punkte pro Begegnung und wechselte zur Saison 2018/19 an die University of Illinois at Urbana-Champaign (erste Division der NCAA). Dort wurde er zugleich Stammspieler, stand in seinem ersten Spieljahr bei 33 Einsätzen stets in der Anfangsaufstellung und erzielte im Durchschnitt 12,5 Punkte sowie 5,2 Rebounds. Seine Werte gingen in den beiden folgenden Spieljahren zurück: 2019/20 brachte er es auf 6,8 Punkte sowie 4,8 Rebounds je Begegnung, 2020/21 waren es Mittelwerte von 5,1 Punkten und 2,7 Rebounds pro Partie. Im April 2021 gab Bezhanishvili seinen Wechsel ins Profilager bekannt. Mitte Oktober 2021 erhielt er einen Vertrag von der NBA-Mannschaft Denver Nuggets, der zwei Tage später wieder aufgelöst wurde. Bezhanishvili spielte dann bei Grand Rapids Gold in der NBA G-League und erzielte für die Mannschaft in der Saison 2021/22 im Schnitt 8,7 Punkte je Begegnung (31 Einsätze).
In der Sommersaison 2022 kam er in der kanadischen Liga CEBL für die Guelph Nighthawks in acht Spielen auf einen Durchschnitt von 14,3 Punkten. Zur Saison 2022/23 ging er zu den College Park Skyhawks (NBA G-League). Für die Mannschaft bestritt er 32 Spiele (9,3 Punkte je Begegnung) und kehrte dann nach Kanada zurück. Dort schloss er sich in der CEBL den Vancouver Bandits an.
Bezhanishvili bestritt am Jahresende 2023 fünf Spiele für die taiwanische Mannschaft Taishin Dreamers, im Januar 2024 kam er zu den Iowa Wolves in die Vereinigten Staaten. Für Iowa kam er auf 27 Einsätze mit einem Durchschnitt von 9,3 Punkten je Begegnung.
Im September 2024 gab der französische Erstligist BCM Gravelines-Dunkerque seine Verpflichtung bekannt. Im Februar 2025 trennte man sich wieder. Bis dahin hatte Bezhanishvili in 19 Ligaspielen im Durchschnitt 8,1 Punkte erzielt. Er setzte seine Laufbahn in Spanien fort, im März 2025 wurde er vom Erstligisten Fundación CB Granada verpflichtet.

### Nationalmannschaft
Im Sommer 2019 wurde er von Raoul Korner erstmals in Österreichs Herrennationalmannschaft berufen.